# Закон о реорганизации индейцев
Закон о реорганизации индейцев (англ. Indian Reorganization Act) принятый Конгрессом США 18 июня 1934 года, также известен как закон Уилера — Говарда, англ. Wheeler–Howard Act или «Индейский новый курс», англ. Indian New Deal, предусматривал законодательные гарантии определённых прав индейцам США (включая, с 1936 года, коренное население Аляски). В частности, закон отменял проведённую согласно закону Дауэса (Доза) (Акт Дауэса) приватизацию общих землевладений индейцев и провозглашал возвращение к местному самоуправлению на племенной основе. Закон восстановил за индейцами право на управление их собственностью (в основном земельной) и включал положения, направленные на создание здоровой экономической основы для существования индейских резерваций. Принятие данного закона было важнейшей инициативой Джона Кольера-старшего (John Collier), комиссара Бюро по делам индейцев в период 1933—1945 гг. Идею Кольера активно поддержал министр МВД Гарольд Икес.
Закон не требовал от индейских племён принятия собственных конституций, однако, если племя решало принять конституцию, то она должна была:
1. позволить племенному совету нанимать юридического консультанта;
2. запретить племенному совету осуществлять какую-либо земельную сделку без одобрения большинства членов племени;
3. уполномочить племенной совет на ведение переговоров с правительствами США, штата и местного округа.

Некоторые из этих ограничений были позднее отменены Законом о внесении технических изменений, касающихся американских индейцев (Native American Technical Corrections Act) 2003 года.
Закон не отменил, но серьёзно ограничил практику передачи племенных земель в собственность отдельным членам племени и снизил масштабы потерь племенных земель в результате их продажи лицам, не принадлежавшим к племени. Благодаря этому Закону, а также ряду других решений федеральных судов и правительства, свыше 8000 км² земель были возвращены различным племенам в течение первых 20 лет после принятия закона. Закон содействовал росту экономического потенциала резерваций.
В 1936 г. действие Закона было распространено на Аляску и Оклахому. 
В 1954 году Министерство внутренних дел США начало осуществлять политику «терминации» (прекращения отношений опекуна и подопечного между федеральным правительством и племенами). Одним из результатов стало упразднение (?) 109 индейских групп, занимавших 5527,4 кв. км. земель, в частности племён кламат в Орегоне, меномини в Висконсине, понка в Небраске, в Калифорнии в 1958 году терминации подверглись 38 ранчерий, в Юте 5 общин и т. д.
Вопреки прежним ассимиляторским установкам, одним из ключевых положений нового закона было то, что индейские племена должны существовать неограниченное время.
Закон оказался успешным с точки зрения сохранения за племенами прав на земли, однако гораздо менее успешным в плане обеспечения племенного самоуправления.